# Lliga catalana de bàsquet femenina 2009-2010
La XXI Lliga Nacional Catalana Femenina Trofeu San Miguel 0,0% 2009 fou la vint-i-unena edició de la Lliga catalana de bàsquet. La competició se celebrà el cap de setmana del 3 al 4 d'octubre de 2009 al Pavelló Municipal de Bàsquet d'Olesa de Montserrat i fou organitzada per la Federació Catalana de Basquetbol. Hi participaren l'Olesa Espanyol, vigent campió, Argon Uni Girona, Cadí la Seu i Femení Sant Adrià, que es classificà després d'haver guanyat la Lliga catalana 2. Es proclamà campió l'Olesa Espanyol, que revalidà el títol de l'any anterior. La competició fou retransmesa en directe pel Canal 33.

## Quadre de competició
|  | Semifinals            | Semifinals       |                       |    | Final | Final |
|  |                       |                  |                       |    |       |       |
|  | 3 d'octubre 19:30 CET |                  |                       |    |       |       |
|  |                       |                  |                       |    |       |       |
|  | Olesa Espanyol        | 82               |                       |    |       |       |
|  | Olesa Espanyol        | 82               | 4 d'octubre 17:00 CET |    |       |       |
|  | Femení Sant Adrià     | 62               |                       |    |       |       |
|  | Femení Sant Adrià     | 62               | Olesa Espanyol        | 75 |       |       |
|  | 3 d'octubre 17:30 CET |                  | Olesa Espanyol        | 75 |       |       |
|  |                       | Argon Uni Girona | 70                    |    |       |       |
|  | Cadí la Seu           | Argon Uni Girona | 70                    | 70 |       |       |
|  | Cadí la Seu           |                  |                       | 70 |       |       |
|  | Argon Uni Girona      | 81               |                       |    |       |       |
|  | Argon Uni Girona      | 81               |                       |    |       |       |

## Semifinals
| En negreta = Equip guanyador Pts = Punts Rebs = Rebots Assis = Assistències Val = Valoració Nota: Noms dels equips segons l'època |

### Cadí la Seu vs Argon Uni Girona
Disputaren la primera semifinal el Cadí la Seu i l'Argon Uni Girona. S'imposà el club gironí per 81 a 70 i es classificà per disputar la seva primera final. Destacà el duel entre l'alera pivot senegalesa Astou Traoré amb 30 punts, per part gironina, i la pivot brasilera Sonia dos Reis amb 27, per part alturgellenca.
| 3 d'octubre de 2009 17:30 CET Acta | Cadí la Seu                                                 | 70–81 | Argon Uni Girona                             | Pavelló Municipal de Bàsquet, Olesa de Montserrat Àrbitres: Soto i Aliga |
| 3 d'octubre de 2009 17:30 CET Acta | Resultats per quarts: 20-21, 26-33, 15-17, 9-10             |       |                                              | Pavelló Municipal de Bàsquet, Olesa de Montserrat Àrbitres: Soto i Aliga |
| 3 d'octubre de 2009 17:30 CET Acta | Pts: Reis 27 Rebs: Covington 4 Assist: Pérez 4 Val: Reis 27 |       | Pts: Traoré 30 Rebs: Traoré 4 Val: Traoré 27 | Pavelló Municipal de Bàsquet, Olesa de Montserrat Àrbitres: Soto i Aliga |

### Olesa Espanyol vs Femení Sant Adrià
Disputaren la segona semifinal l'Olesa Espanyol i el Femení Sant Adrià. Guanyà l'equip amfitrió per 82 a 62, destacant l'actuació de Jael Freixanet i Michelle Maslowski com a màximes anotadores del partit, amb 20 i 18 punts respectivament.
| 3 d'octubre de 2009 19:30 CET Acta | Olesa Espanyol                                                          | 82–62 | Femení Sant Adrià                                                         | Pavelló Municipal de Bàsquet, Olesa de Montserrat Àrbitres: Latorre i Ming |
| 3 d'octubre de 2009 19:30 CET Acta | Resultats per quarts: 15-7, 19-17, 22-14, 26-24                         |       |                                                                           | Pavelló Municipal de Bàsquet, Olesa de Montserrat Àrbitres: Latorre i Ming |
| 3 d'octubre de 2009 19:30 CET Acta | Pts: Freixanet 20 Rebs: Thorburn 14 Assist: Thorburn 9 Val: Thorburn 23 |       | Pts: García 13 Rebs: Cantero 5 Assist: García, Solozabal 1 Val: Thomas 11 | Pavelló Municipal de Bàsquet, Olesa de Montserrat Àrbitres: Latorre i Ming |

## Final
L'Olesa Espanyol i l'Argon Uni Girona disputaren la final de la XXI Lliga Nacional Catalana Femenina 2009. S'imposà el club olesà per 75 a 70, aconseguint el seu segon títol consecutiu. A nivell individual, destacaren la jugadora americana Michelle Maslwoski, amb 22 punts, 5 rebots i 19 de valoració, pel conjunt olesà, i l'alera pivot senegalesa Astou Traoré, amb 18 punts, 7 rebots i 21 de valoració, per part gironina.
| 4 d'octubre de 2009 12:30 CET Acta | Olesa Espanyol                                                         | 75–70 | Argon Uni Girona                                            | Pavelló Municipal de Bàsquet, Olesa de Montserrat Àrbitres: Posse i Olivares |
| 4 d'octubre de 2009 12:30 CET Acta | Resultats per quarts: 18-16, 20-14, 16-11, 21-29                       |       |                                                             | Pavelló Municipal de Bàsquet, Olesa de Montserrat Àrbitres: Posse i Olivares |
| 4 d'octubre de 2009 12:30 CET Acta | Pts: Maslowski 22 Rebs: Thorburn 9 Assist: Morales 2 Val: Maslowski 19 |       | Pts: Traoré 18 Rebs: Bahí 9 Assist: Antoja 3 Val: Traoré 21 | Pavelló Municipal de Bàsquet, Olesa de Montserrat Àrbitres: Posse i Olivares |

| Olesa Espanyol | Argon Uni Girona |

| #             | Jugadora           | Pts | Rbs. | Ass. | Val. |
| ------------- | ------------------ | --- | ---- | ---- | ---- |
| 4             | Yulia Savelieva    | N/D | N/D  | N/D  | N/D  |
| 6             | Sílvia Morales     | 8   | 4    | 2    | 10   |
| 7             | Aina Denti         | 0   | 0    | 0    | 0    |
| 8             | Michelle Maslowski | 22  | 5    | 0    | 19   |
| 9             | Ines Kresovic      | 11  | 1    | 0    | 1    |
| 10            | Helena Boada       | 14  | 2    | 1    | 6    |
| 11            | Jael Freixanet     | 3   | 2    | 0    | 3    |
| 12            | Shona Thorburn     | 8   | 9    | 1    | 11   |
| 14            | Milica Jovanović   | 4   | 0    | 0    | 5    |
| 15            | Andrea Gardner     | 5   | 6    | 1    | 8    |
| 16            | Maria Bas          | N/D | N/D  | N/D  | N/D  |
| Equip         | Equip              | 75  | 31   | 5    | 63   |
| Entrenador    |                    |     |      |      |      |
| Lucas Mondelo |                    |     |      |      |      |

| Campió de la Lliga Catalana 2009-2010 |
| ------------------------------------- |
| Olesa Espanyol Segon títol            |

| #           | Jugadora         | Pts | Rbs. | Ass. | Val. |
| ----------- | ---------------- | --- | ---- | ---- | ---- |
| 4           | Laura Camps      | 3   | 4    | 0    | 2    |
| 5           | Laura Antoja     | 15  | 1    | 3    | 15   |
| 7           | Anna Carbó       | 4   | 0    | 0    | 0    |
| 8           | Berta Sinyol     | 6   | 2    | 0    | 4    |
| 9           | Petra Stampalija | 4   | 5    | 0    | -1   |
| 10          | Astou Traoré     | 18  | 7    | 0    | 21   |
| 11          | Laura Ribas      | N/D | N/D  | N/D  | N/D  |
| 12          | Kiesha Brown     | N/D | N/D  | N/D  | N/D  |
| 13          | Georgina Bahí    | 3   | 9    | 1    | 10   |
| 14          | Nina Bogicevic   | 13  | 8    | 0    | 10   |
| 15          | Djenebou Sissoko | 4   | 3    | 0    | 0    |
| 19          | Vero Sánchez     | N/D | N/D  | N/D  | N/D  |
| Equip       | Equip            | 70  | 39   | 4    | 61   |
| Entrenadora |                  |     |      |      |      |
| Anna Caula  |                  |     |      |      |      |